# Liste der Geotope im Landkreis Zwickau
Diese Liste enthält die Geotope im Landkreis Zwickau.

| Name                                                                                       | Bild           | Geotop ID | Gemeinde / Lage | Beschreibung | Schutzstatus |
| ------------------------------------------------------------------------------------------ | -------------- | --------- | --- | --- | ------------ |
| Teufelshöhle Gosel                                                                         |                | 282       | Crimmitschau Östlich der Wilhelm-Stolle-Siedlung am Kiefernberg, 500 m nördlich Waldsachsen | Altenburg-Zeitzer Lößhügelland, Mittelsächsische Senke Höhle, Höhle Buntsandsteinkonglomerate | FND          |
| Aufschluß Friedenshain / Zeitzer Straße                                                    |                | 700       | Crimmitschau Ca. 200 m ostsüdöstlich Friedhof Crimmitschau | Altenburg-Zeitzer Lößhügelland, Mittelsächsische Senke Aufschluss | ND           |
| Findlingsgruppe Mannichswalde (Findlingsgruppe der Elstereiszeit)                          |                | 283       | Crimmitschau Gebiet Oberer Eichberg, zwischen Mannichswalde und Blankenhain, 700 m südwestlich Mannichswalde | Erzgebirgsbecken, Mittelsächsische Senke Aufschluss, Findlinge Eiszeitliche Findlinge (?) | ND           |
| Ehemaliger Diabasbruch Gospersgrün                                                         |                | 285       | Fraureuth Ehemaliger Steinbruch am Neumarker Bach, südlich von Gospersgrün | Erzgebirgsbecken, Mittelsächsische Senke Aufschluss, aufgelassener Steinbruch Diabas / Oberdevon | FND          |
| Steinerne Kuh im Rümpfforst (Rümpfwald, Steinerne Kuh)                                     |                | 446       | Glauchau 1,8 km westlich Lichtenstein, 400 m südlich der Verbindungsstraße Lichtenstein-Voigtlaide | Erzgebirgsbecken, Nordwestsächsische Scholle Relief / Landschaft, Verwitterungsform Konglomerat, grob, sandig-quazitisch gebunden;. zwei ca. 0,5 - 1 m³ große Felsbrocken, von denen der größere einer im Gras liegenden Kuh auffallend ähnelt                                                                            |              |
| Steinbruch "Seltmann" (Lehmgrube)                                                          |                | 707       | Hartenstein Ehemaliger Steinbruch ca. 200 m nordwestlich der Tongrube, 200 m westlich von Thierfeld | Mittelerzgebirge, Mittelsächsische Senke Aufschluss, Steinbruch Kugeliger Melaphyr mit Jaspis |              |
| Steinbruch "Hochstein"                                                                     |                | 708       | Hartenstein Ca. 2 km nordnorstöstlich Bahnhof Schlema, 500 m östlich der Zwickauer Mulde | Westerzgebirge, Erzgebirge Aufschluss, Steinbruch Amphibolitisierter Diabasgang mit Kontaktsaum zu umgebenden Phylliten |              |
| Hirschfeld, Block im Pfarrwald                                                             |                | 706       | Hirschfeld Cirka 1 km südlich von Hirschfeld, genaue Koordinaten unbekannt | Westerzgebirge, Erzgebirge Relief / Landschaft Verwitterungsformen des Granits |              |
| Hirschfeld, Horizontales Kreuz                                                             |                | 705       | Hirschfeld Cirka 1 km südlich von Hirschfeld, genaue Koordinaten unbekannt | Westerzgebirge, Erzgebirge Relief / Landschaft Verwitterungsformen des Granits |              |
| Hirschfeld, Mittleres Steinkreuz                                                           |                | 704       | Hirschfeld Cirka 1 km südlich von Hirschfeld, genaue Koordinaten unbekannt | Westerzgebirge, Erzgebirge Relief / Landschaft Verwitterungsformen des Granits |              |
| Quarksteine                                                                                | weitere Bilder | 297       | Hirschfeld Felsgruppe am Nordhang des Voigtsbachtals, 600 m westlich der Straße Niedercrinitz-Wolfersgrün, 400 m südwestlich von Niedercrinitz | Westerzgebirge, Erzgebirge Relief / Landschaft, Felsgruppe Geklüfteter grobporphyrischer Randgranit (Kirchberger Granit) | ND           |
| Hirschfeld, Block mit muldenförmiger Auswitterung                                          |                | 703       | Hirschfeld Cirka 1 km südlich von Hirschfeld, genaue Koordinaten unbekannt | Westerzgebirge, Erzgebirge Relief / Landschaft Verwitterungsformen des Granits |              |
| Hirschfeld, Großer Taufstein                                                               |                | 702       | Hirschfeld Cirka 1 km südlich von Hirschfeld, genaue Koordinaten unbekannt | Westerzgebirge, Erzgebirge Relief / Landschaft Verwitterungsformen des Granits | unbekannt    |
| Serpentinitbruch Oberwald                                                                  |                | 740       | Hohenstein-Ernstthal, Kuhschnappel Steinbruch im Oberwald, Kiefernberg, 2 km nordwestlichen Hohenstein-Ernstthal, am rechten, steil nach Südwesten geneigten Hang des Pechgrabentales                                                                             | Mulde-Lößhügelland, Granulitgebirge Aufschluss Schwarzbraun bis grünlichschwarz, Grundmasse dicht bis feinkörnig, Bruch uneben bis flachmuschelig, lichtgrüne bräunlichgelbe doer rötlichbraune messingglänzende Bronzite als Einsprenglinge; grobgefüge grobwulstig-linsenförmig, zum Teil plattige Absonderungen        | FND          |
| Granitbruch Kirchberg (Steinbruch Gündel)                                                  |                | 1107      | Kirchberg Etwa 300 m südsüdöstlich von Feldschlößchen, an der Verbindungsstraße Kirchberg-Hirschfeld; 600 m südöstlich von Kirchberg | Westerzgebirge, Erzgebirge Aufschluss, Steinbruch Das anstehende Gestein ist ein mittelkörniger, rötlicher, grau bis bläulicher Biotitgranit mit zum Teil porphyrischer Struktur |              |
| Granitbruch Wolf in Wolfersgrün (Steinbruch Wolf)                                          |                | 1108      | Kirchberg Etwa 700 m östlich von Wolfersgrün, ca. 150 m südlich der Landstraße Kirchberg-Hirschfeld | Westerzgebirge, Erzgebirge Aufschluss, Steinbruch Der Biotitgranit bildet den Kern des Kirchberger Granitstockes; der deutlich porphyrische Granit ist in hangenden Partien grusig zersetzt; die Klüfte fallen fast senkrecht ein und teilen das Material nahezu quadratisch                                              |              |
| Steinbruch am Krähenberg (Steinbruch Heilmann)                                             |                | 1173      | Kirchberg Südöstlich von Kirchberg, etwa 600 m von der Landstraße Kirchberg-Rothenkirchen entfernt, am unteren Bahnhof von Saupersdorf, am Krähenberg. 300 m nordöstlich von Saupersdorf                                                                          | Westerzgebirge, Erzgebirge Aufschluss, Steinbruch Im Westteil des Bruches fein-bis mittelkörniger roter Biotitgranit, im Mittelteil eine hellere Varietät; an Westwand bis zu 2 cm große Quarzkristalle, an der Ostwand erreichen Feldspäte bis zu 15 cm                                                                  |              |
| Steinbruch Hölig                                                                           |                | 1110      | Kirchberg 500 m westlich vom nördlichen Ortsausgang von Saupersdorf auf dem Kreuzhübel | Westerzgebirge, Erzgebirge Aufschluss, Steinbruch Der Steinbruch liegt im nordöstlichen Sektor des Kirchberger Granitmassivs: im Steinbruch ist ein feinkörniger Biotitgranit von rötlicher Farbe aufgeschlossen |              |
| Steinbruch Windisch (Steinbruch Kirchberg)                                                 |                | 1109      | Kirchberg An der Wiesenerstraße, zwischen Hundsberg und Schützenhöhe, nördlich von Kirchberg | Westerzgebirge, Erzgebirge Aufschluss, Steinbruch Der Granit ist überwiegend gleichmäßig in der Korngröße; er enthält kirchgroße Quarzanhäufungen und bis zu 12 cm lange Kristalle von Feldspat; besonders an der südlichen Bruchwand sind diese häufig                                                                   |              |
| Zugang am Steinbruch "Wiegand"                                                             |                | 296       | Kirchberg Am Südwesthang des Geiersbergs, an der Leutersbacher Straße, 150 m südlich von Kirchberg | Westerzgebirge, Erzgebirge Aufschluss, aufgelassener Steinbruch Lagerklüftung im Kirchberger Granit |              |
| Marmorbruch Grünau (Schwarzer Bruch)                                                       |                | 1177      | Wildenfels, Langenweißbach 700 m südlich von Wildenfels, am nördlichen Rand des Ortes Grünau | Erzgebirgsbecken, Mittelsächsische Senke Aufschluss, Steinbruch Der Schwarze Bruch liegt in allseits tektonisch begrenztem Block aus Kohlenkalk; das Kalkvorkommen besitzt über 200 m Streichen und Mächtigkeiten von über 20m; die Kalke sind in Kulmtonschiefer, Grauwacke und Konglomeraten eingelagert                |              |
| Ehemaliger Kalkbruch "Häslich" (Badebruch)                                                 |                | 290       | Langenweißbach Östlich der Straße Wildenfels - Grünau; 500 m nordöstlich von Grünau | Erzgebirgsbecken, Mittelsächsische Senke Aufschluss, aufgelassener Steinbruch Oberdevonische Kalksteine mit Bruchtektonik, Falten- und Schuppenbau | ND           |
| Ehemaliger Kalkbruch "Pflanzenbruch"                                                       |                | 293       | Langenweißbach Ehemaliger Kalkbruch ca. 100 m westlich der Straße Grünau-Wildenfels, westlich des Badebruches, 200 m nordöstlich von Grünau | Erzgebirgsbecken, Mittelsächsische Senke Aufschluss, aufgelassener Steinbruch Oberdevon. Brachiopodenkalk mit tektoninischem Falten- und Schuppenbau, Fundpunkt devonischer Landpflanzen | ND           |
| Ehemaliger Kalkbruch "Winter"                                                              |                | 291       | Langenweißbach Oberer Bruch ca. 200 m westlich der Straße Wildenfels-Grünau, 200 m nördlich Grünau | Erzgebirgsbecken, Mittelsächsische Senke Aufschluss, aufgelassener Steinbruch Oberdevonische und unterkarbonische Kalksteine mit komplizierter Schuppentektonik | ND           |
| Ehemaliger Kalkbruch "Dörrer"                                                              |                | 295       | Wildenfels Östlich vom Aschberg gelegener Bruch, nördlich der Straße Grünau-Schönau | Erzgebirgsbecken, Mittelsächsische Senke Aufschluss, aufgelassener Steinbruch Kalksteine des Oberdevon überschoben von Silur |              |
| Ehemaliger Kalkbruch "Roth"                                                                |                | 294       | Wildenfels Kleiner Kalkbruch am Nordosthang des Aschbergs, 250 m nordwestlich des Marmorbruchs | Erzgebirgsbecken, Mittelsächsische Senke Aufschluss, aufgelassener Steinbruch Kalksteine - höheres Oberdevon / Wocklumeria-Stufe |              |
| Felsenkeller in Limbach                                                                    |                | 984       | Limbach-Oberfrohna Unverschalter Felsenkeller im Wirtshaus am Limbacher Marktplatz | Mulde-Lößhügelland, Granulitgebirge Aufschluss, Felsenkeller im Anstehenden Kellerwand aus anstehendem Glimmerschiefer des Schiefermantels, mit Quarzgang | unbekannt    |
| Steinbruch Kaufungen und Turmalinpegmatit                                                  |                | 735       | Limbach-Oberfrohna, Wolkenburg/Mulde Südöstlich Wolkenburg, 400 m südlich vom Hauboldstein, östlich der Zwickauer Mulde über Fußgängerbrücke von Wolkenburg am Bahneinschnitt erreichbar; durch frische Bruchstücke am Hangfuß neben den Gleisen sofort zu finden | Mulde-Lößhügelland, Granulitgebirge Aufschluss, Steinbruch Pegrmatit in mehreren 0,5 - 1m mächtigen, süd-parallelen Gängen: Grobkristalliner Quarz-Feldspat-Turmalin-Pegmatit. Rubellit (=roter Turmalin) selten; Steinbruch hat bis 1970 produziert, wegen geringer Restvorkommen sowie abnehmender Qualität eingestellt | FND          |
| Ehemaliger Kalkbruch Langenreinsdorf                                                       |                | 280       | Crimmitschau 700 m südlich Rudelswald, am nordöstlichen Ortsausgang von Langenreinsdorf | Erzgebirgsbecken, Mittelsächsische Senke Aufschluss, aufgelassener Steinbruch Plattendolomit / Zechstein | ND           |
| Bronzitserpentinit bei Kuhschnappel (Zwergstrauchheide und Serpentinitbrüche am Eisenberg) |                | 416       | St. Egidien, Kuhschnappel Steinbrüche am Eisenberg. östlich Kuhschnappel bzw. Tirschheim | Erzgebirgsbecken, Erzgebirge Aufschluss Bronzitserpentinit, zum Teil massig, zum Teil streifig-schlierig. lokal von Störungen durchzogen, die dann mineralisiert sind; im nördlichen Bruch ist der Serpentinit lokal bankig ausgebildet und auch grob gefaltet                                                            | ND           |
| Lobsdorfer Schieferbrüche                                                                  |                | 738       | St. Egidien, Lobsdorf Steinbrüche 400 m südöstlich Lobsdorf | Mulde-Lößhügelland, Granulitgebirge Aufschluss, Steinbruch, Schiefergrube Talkschiefer nur an wenigen kleinen Wandabschnitten noch aufgeschlossen, sonst zugewachsen; Silicophite in den benachbarten Brüchen sind lokal (Zentralbruch) an Steilwänden noch gut zugänglich                                                | unbekannt    |
| Lobsdorfer Silicophitbrüche                                                                |                | 739       | St. Egidien, Lobsdorf Steinbrüche 100 m südöstlich Lobsdorf | Mulde-Lößhügelland, Granulitgebirge Aufschluss, aufl. Steinbrüche Auflässige Brüche verkieselter Serpentinite, lokal zu Talkschiefer umgewandelt; Aufschlussverhältnisse relativ gut durch mehrere Meter hohe Wandanschnitte. weitläufiges Haldengelände                                                                  | unbekannt    |
| Rotliegendaufschluß Zentrum Werdau                                                         |                | 281       | Werdau Stadtzentrum, westlich der Uferstraße, Böschung hinter einem Haus | Erzgebirgsbecken, Mittelsächsische Senke Aufschluss, geologischer Aufschluß Schichtfolge Rotliegendes |              |
| Ehemaliger Kalkbruch "Königlich. Marmorbruch"                                              |                | 292       | Langenweißbach Bruch nördlich des ehemaligen Gasthofes "Winter", nördlich der Straße Grünau-Schönau, 150 m nordöstlich von Grünau | Erzgebirgsbecken, Mittelsächsische Senke Aufschluss, aufgelassener Steinbruch Kalksteine - Unterer Kohlenkalk / Unterkarbon mit Erosionserscheinungen |              |
| Steinbruch "Herrschaftlicher Bruch" bzw. "Heidelbruch"                                     |                | 701       | Langenweißbach, Wildenfels Ca. 0,5 km nordöstlich von Grünau (Wildenfels/Langenweißbach) | Erzgebirgsbecken, Mittelsächsische Senke Aufschluss Kalksteine |              |
| Kieselschieferbruch                                                                        |                | 288       | Wildenfels Ca. 150 m von der Hauptstraße östlich vom Ortszentrum Schönau | Erzgebirgsbecken, Mittelsächsische Senke Aufschluss, aufgelassener Steinbruch Graptolithenführende Kieselschiefer / Silur, Sonderentwicklung |              |
| Kalkbruch "Brunner"                                                                        |                | 287       | Wildenfels Bruch ca. 200 m östlich der Straße Schönau-Wildenfels | Erzgebirgsbecken, Mittelsächsische Senke Aufschluss, aufgelassener Steinbruch Aufschiebung unterkarbonischer Kulmfazies mit Kalkgrauwacken auf Kalken des Oberdevon |              |
| Ehemaliger Kalkbruch Junghänel                                                             |                | 289       | Wildenfels Ca. 100 m westlich der Hauptstraße im Ortszentrum Schönau | Erzgebirgsbecken, Mittelsächsische Senke Aufschluss, aufgelassener Steinbruch Kalksteine, Gerölltonschiefer und Konglomerate des Oberdevon |              |
| Hanganschnitt am Betonturm im Lohbachtal                                                   |                | 699       | Wildenfels Im Lohbachtal westlich von Wildenfels. 2 km westlich Wildenfels, 1 km östlich vom Kiefernberg | Erzgebirgsbecken, Mittelsächsische Senke Aufschluss Kristalline Scholle auf Paläozoikum überschoben / proterozoische Amphibolite, Gneise etc. überschoben auf Paläozoikum |              |
| Culitzscher Höhe                                                                           |                | 284       | Wilkau-Haßlau Höhe südlich der Ortslage | Erzgebirgsbecken, Mittelsächsische Senke Relief / Landschaft, Härtling Härtling, Amphibolitfelsen - Ordovizium | ND           |
| Altpaläozoikum und kohleführendes Oberkarbon (Zwickau, Cainsdorfer Brücke/Wehr)            |                | 298       | Zwickau, Cainsdorf Muldeufer zwischen Wehr Cainsdorf und Cainsdorfer Brücke | Erzgebirgsbecken, Mittelsächsische Senke Aufschluss, Bereich des Muldeufers Schichtausstreichen des Altpaläozoikums (Kieselschiefer, Ockerkalk, Tentakulitenschiefer) mit den kohleführenden Oberkarbonschichten | FND          |
| Melaphyrmandelstein Oberhohndorf                                                           |                | 697       | Zwickau, Oberhohndorf Unmittelbar nordöstlich der Gartenanlagen "Sonnenstein" und "Am Felsen", am Südwestrand von Oberhohndorf. | Erzgebirgsbecken, Mittelsächsische Senke Aufschluss Melaphyr in verschiedenen Varietäten, lokal Jaspis | unbekannt    |
| Oberplanitzer Brüche - Diabasbruch am Kreuzberg                                            |                | 300       | Zwickau, Oberplatnitz Steinbrüche zwischen Kreuzberg und Geleitsteich. 500 m nördlich von Hüttelsgrün | Erzgebirgsbecken, Mittelsächsische Senke Aufschluss, mehrere aufgel. Steinbrüche Pillowlaven am Brucheingang sowie am Südwest-Stoß; Mandelsteine | LSG          |
| Eiszeit-Markierungsstein Zwickau-Schedewitz                                                |                | 716       | Zwickau, Schedewitz Im östlichen Teil von Schedewitz | Erzgebirgsbecken, Mittelsächsische Senke Geohist. Objekt Eiszeit-Markierungsstein | ND           |
| Sedimente Zwickau / Schedewitz                                                             |                | 299       | Zwickau, Schedewitz 1 km südlich vom Zwickauer Schwanenteich | Erzgebirgsbecken, Mittelsächsische Senke Aufschluss, Muldedamm mit Sedimenten | ND           |
| Findling Knappengrund                                                                      |                | 301       | Zwickau Im Knappengrund südwestlich Eckersbach, am Ostufer der Zwickauer Mulde | Erzgebirgsbecken, Mittelsächsische Senke Aufschluss, Findlinge Eiszeitlicher Findling - Elstereiszeit / Quartär | unbekannt    |
| Oberplanitzer Brüche - Kalkbruch am Kreuzberg                                              |                | 698       | Zwickau Planitz, Steinbrüche zwischen Kreuzberg und Geleitsteich in Oberplanitz | Erzgebirgsbecken, Mittelsächsische Senke Aufschluss Diverse Knotenkalke; vermutlich silurische Schwarzschiefer | LSG          |